# Mohamed Moualek
Mohamed Moualek (arab. محمد موالك; ur. 1 kwietnia 1957) – algierski zapaśnik walczący w stylu klasycznym. Olimpijczyk z Moskwy 1980, gdzie zajął trzynaste miejsce w wadze lekkiej.
Złoty medalista igrzysk afrykańskich w 1978. Mistrz arabski w 1979 roku.

## Letnie Igrzyska Olimpijskie 1980
| Konkurencja | Rundy eliminacyjne  | Rundy eliminacyjne       | Klas. końcowa |
| Konkurencja | Przeciwnik I        | Przeciwnik II            | Miejsce       |
| ----------- | ------------------- | ------------------------ | ------------- |
| -68 kg      | Károly Gaál (HUN) P | Suren Nałbandian (URS) P | 13.           |